# DDR-Eishockeymeisterschaft 1966/67
Die DDR-Eishockeymeisterschaft 1966/67 brachte keine neuen Überraschungen. Während der SC Dynamo Berlin seinen Meistertitel aus dem Vorjahr erfolgreich verteidigen konnte, wurde der schärfste Konkurrent aus Weißwasser erneut mit nur einem einzigen Punkt Rückstand Zweiter. Der drittplatzierte Armeesportklub aus Crimmitschau wies bereits ein negatives Punktekonto auf. Die sportliche Diskrepanz innerhalb der Oberliga setzte sich auch zwischen den Spielklassen fort. So setzte sich das Team des SC Einheit Dresden – mit einem Sieg aus 25 Begegnungen chancenloser Oberliga-Letzter – in der Relegation problemlos gegen den Gruppenliga-Meister aus Boxberg durch. Mit 28 Teams war der Zuspruch für die zweite Spielklasse ähnlich hoch wie in der Vorsaison.

## Meistermannschaft
| SC Dynamo Berlin | Dieter Pürschel – Wolfgang Plotka, Jürgen Schmutzler, Werner Thomas, Dieter Voigt, Horst Heinze, Joachim Ziesche, Hartmut Nickel, Bernd Karrenbauer, Wilfried Rohrbach, Peter Prusa, Gerhard Klügel, Werner Künstler, Bernd Hiller, Horst Schläger, Dieter Janke, Henry Nadollek |

## Oberliga

### Vorrunde
Ergebnisse
- 24/02/1968 SG Dynamo Weißwasser - Berliner TSC 2-2
- 24/02/1968 SC Turbine Erfurt - ASK Vorwärts Crimmitschau 3-5
- 24/02/1968 SC Karl-Marx Stadt - SC Empor Rostock 1-9
- 27/02/1968 SC Dynamo Berlin - Berliner TSC 4-2
- 28/02/1968 SC Empor Rostock - SC Turbine Erfurt 8-4
- 28/02/1968 ASK Vorwärts Crimmitschau - SC Karl-Marx Stadt 9-0
- 28/02/1968 SG Dynamo Weißwasser - SC Einheit Dresden 13-1
- 01/03/1968 SC Turbine Erfurt - SG Dynamo Weißwasser 3-14
- 01/03/1968 SC Einheit Dresden - SC Dynamo Berlin 1-6
- 01/03/1968 SC Empor Rostock - ASK Vorwärts Crimmitschau 2-5
- 01/03/1968 Berliner TSC - SC Karl-Marx Stadt 2-2
- 01/03/1968 SC Empor Rostock - SC Karl-Marx Stadt 11-5
- 02/03/1968 Berliner TSC - ASK Vorwärts Crimmitschau 2-4
- 06/03/1968 SC Karl-Marx Stadt - SG Dynamo Weißwasser 3-7
- 06/03/1968 SC Einheit Dresden - Berliner TSC 4-2
- 06/03/1968 SC Dynamo Berlin - SC Empor Rostock 11-3
- 06/03/1968 ASK Vorwärts Crimmitschau - SC Turbine Erfurt 4-3
- 09/03/1968 SC Turbine Erfurt - Berliner TSC 4-6
- 09/03/1968 SC Empor Rostock - SG Dynamo Weißwasser 4-3
- 09/03/1968 SC Einheit Dresden - SC Karl-Marx Stadt 3-3
- 10/03/1968 ASK Vorwärts Crimmitschau - Berliner TSC 11-0
- 13/03/1968 SG Dynamo Weißwasser - ASK Vorwärts Crimmitschau 1-0
- 13/03/1968 SC Turbine Erfurt - SC Karl-Marx Stadt 5-3
- 13/03/1968 SC Empor Rostock - SC Einheit Dresden 7-3
- 16/03/1968 SC Empor Rostock - Berliner TSC 5-1
- 16/03/1968 SG Dynamo Weißwasser - SC Turbine Erfurt 5-2
- 16/03/1968 SC Einheit Dresden - ASK Vorwärts Crimmitschau 2-3
- 16/03/1968 SC Dynamo Berlin - SC Karl-Marx Stadt 8-1
- 17/03/1968 ASK Vorwärts Crimmitschau - SC Dynamo Berlin 3-4
- 17/03/1968 SC Einheit Dresden - SC Turbine Erfurt 2-3
- 20/03/1968 SC Empor Rostock - SC Dynamo Berlin 3-11
- 20/03/1968 ASK Vorwärts Crimmitschau - SG Dynamo Weißwasser 0-4
- 20/03/1968 SC Karl-Marx Stadt - Berliner TSC 2-3
- 20/03/1968 SC Turbine Erfurt - SC Einheit Dresden 4-6
- 23/03/1968 SC Dynamo Berlin - SG Dynamo Weißwasser 3-1
- 23/03/1968 Berliner TSC - SC Einheit Dresden 6-3
- 23/03/1968 SC Karl-Marx Stadt - ASK Vorwärts Crimmitschau 5-14
- 23/03/1968 SC Turbine Erfurt - SC Empor Rostock 2-5
- 24/03/1968 ASK Vorwärts Crimmitschau - SC Empor Rostock 3-1
- 26/03/1968 Berliner TSC - SC Dynamo Berlin 5-8
- 27/03/1968 SC Einheit Dresden - SG Dynamo Weißwasser 3-6 [in Weißwasser]
- 30/03/1968 SG Dynamo Weißwasser - SC Empor Rostock 4-1
- 30/03/1968 ASK Vorwärts Crimmitschau - SC Einheit Dresden 12-2
- 30/03/1968 Berliner TSC - SC Turbine Erfurt 5-6
- 31/03/1968 SC Karl-Marx Stadt - SC Einheit Dresden 1-4
- 03/04/1968 SC Dynamo Berlin - SC Turbine Erfurt 12-3
- 03/04/1968 Berliner TSC - SC Empor Rostock 2-5
- 04/04/1968 SC Einheit Dresden - SC Empor Rostock 2-4 [in Berlin]
- 05/04/1968 SC Dynamo Berlin - SC Einheit Dresden 20-2
- 05/04/1968 SC Karl-Marx Stadt - SC Turbine Erfurt 6-6
- 07/04/1968 SG Dynamo Weißwasser - SC Dynamo Berlin 3-1
- 09/04/1968 SC Karl-Marx Stadt - SC Dynamo Berlin 0-9
- 10/04/1968 Berliner TSC - SG Dynamo Weißwasser 1-11
- 10/04/1968 SC Turbine Erfurt - SC Dynamo Berlin 1-8
- 16/04/1968 SG Dynamo Weißwasser - SC Karl-Marx Stadt 14-1 [in Berlin]
- 16/04/1968 SC Dynamo Berlin - ASK Vorwärts Crimmitschau 7-2

| Pl. | Verein             | Sp. | S  | U | N  | Tore   | Punkte |
| --- | ------------------ | --- | -- | - | -- | ------ | ------ |
| 1.  | SC Empor Rostock   | 16  | 12 | 1 | 3  | 89:048 | 25:05  |
| 2.  | Berliner TSC       | 16  | 10 | 2 | 4  | 85:050 | 22:10  |
| 3.  | SC Karl-Marx-Stadt | 16  | 7  | 1 | 8  | 84:077 | 15:17  |
| 4.  | SC Turbine Erfurt  | 16  | 6  | 2 | 8  | 71:071 | 14:18  |
| 5.  | SC Einheit Dresden | 16  | 2  | – | 14 | 45:128 | 04:28  |

|  | Für die Finalrunde qualifiziert |
|  | Abstiegsrunde                   |

### Finalrunde
Ergebnisse
- SG Dynamo Weißwasser - SC Empor Rostock 9-2
- SC Dynamo Berlin - ASK Vorwärts Crimmitschau 2-1
- SC Dynamo Berlin - SC Empor Rostock 5-2
- SG Dynamo Weißwasser - ASK Vorwärts Crimmitschau 3-2
- ASK Vorwärts Crimmitschau - SC Empor Rostock 8-1
- SG Dynamo Weißwasser - SC Dynamo Berlin 1-1
- SC Empor Rostock - ASK Vorwärts Crimmitschau 3-1
- SC Dynamo Berlin - SG Dynamo Weißwasser 2-1
- SC Dynamo Berlin - SC Empor Rostock 6-2
- SG Dynamo Weißwasser - ASK Vorwärts Crimmitschau 6-3
- SG Dynamo Weißwasser - SC Empor Rostock 10-3
- ASK Vorwärts Crimmitschau - SC Dynamo Berlin 4-2
- ASK Vorwärts Crimmitschau - SC Empor Rostock 6-4
- SG Dynamo Weißwasser - SC Dynamo Berlin 4-4
- SG Dynamo Weißwasser - SC Empor Rostock 6-0
- SC Dynamo Berlin - ASK Vorwärts Crimmitschau 8-5
- SC Dynamo Berlin - SC Empor Rostock 5-1
- SG Dynamo Weißwasser - ASK Vorwärts Crimmitschau 2-2
- SC Dynamo Berlin - SC Empor Rostock 5-2
- SG Dynamo Weißwasser - ASK Vorwärts Crimmitschau 7-4
- SG Dynamo Weißwasser - SC Empor Rostock 10-0
- SC Dynamo Berlin - ASK Vorwärts Crimmitschau 7-1
- ASK Vorwärts Crimmitschau - SC Empor Rostock 10-3
- SG Dynamo Weißwasser - SC Dynamo Berlin 2-2
- ASK Vorwärts Crimmitschau - SG Dynamo Weißwasser 5-2
- SC Dynamo Berlin - SC Empor Rostock 12-3
- SG Dynamo Weißwasser - SC Dynamo Berlin 3-1
- SC Empor Rostock - ASK Vorwärts Crimmitschau 4-2
- SG Dynamo Weißwasser - SC Empor Rostock 4-2
- SC Dynamo Berlin - ASK Vorwärts Crimmitschau 3-1

| Pl. | Verein                    | Sp. | S  | U | N  | Tore  | Punkte |
| --- | ------------------------- | --- | -- | - | -- | ----- | ------ |
| 1.  | SC Dynamo Berlin (M)      | 15  | 10 | 3 | 2  | 65:33 | 23:07  |
| 2.  | SG Dynamo Weißwasser      | 15  | 9  | 4 | 2  | 70:33 | 22:08  |
| 3.  | ASK Vorwärts Crimmitschau | 15  | 5  | 1 | 9  | 55:57 | 11:19  |
| 4.  | SC Empor Rostock          | 15  | 2  | – | 13 | 32:99 | 04:26  |

Die drei Erstplatzierten aus der Vorsaison waren für die Finalrunde gesetzt.

### Abstiegsrunde
Ergebnisse
- SC Karl-Marx Stadt - SC Turbine Erfurt 5-2
- Berliner TSC - SC Einheit Dresden 5-2
- SC Turbine Erfurt - Berliner TSC 6-4
- SC Karl-Marx Stadt - SC Einheit Dresden 7-0
- Berliner TSC - SC Karl-Marx Stadt 3-3
- SC Turbine Erfurt - SC Einheit Dresden 14-3
- Berliner TSC - SC Turbine Erfurt 7-2
- SC Karl-Marx Stadt - SC Einheit Dresden 4-2
- SC Turbine Erfurt - SC Einheit Dresden 4-2
- Berliner TSC - SC Karl-Marx Stadt 4-3
- Berliner TSC - SC Einheit Dresden 7-1
- SC Karl-Marx Stadt - SC Turbine Erfurt 3-12
- SC Karl-Marx Stadt - SC Einheit Dresden 4-2
- Berliner TSC - SC Turbine Erfurt 0-0
- Berliner TSC - SC Einheit Dresden 9-7
- SC Karl-Marx Stadt - SC Turbine Erfurt 7-5
- Berliner TSC - SC Karl-Marx Stadt 6-1
- SC Turbine Erfurt - SC Einheit Dresden 7-4

| Pl. | Verein             | Sp. | S  | U | N  | Tore    | Punkte |
| --- | ------------------ | --- | -- | - | -- | ------- | ------ |
| 5.  | Berliner TSC       | 25  | 16 | 4 | 5  | 130:075 | 36:14  |
| 2.  | SC Karl-Marx-Stadt | 25  | 12 | 2 | 11 | 121:113 | 26:24  |
| 3.  | SC Turbine Erfurt  | 25  | 11 | 3 | 11 | 123:106 | 25:25  |
| 4.  | SC Einheit Dresden | 25  | 2  | – | 23 | 068:189 | 04:46  |

Die Wertungen aus der Vorrunde wurden inklusive der Begegnungen gegen Rostock mit in die Abstiegsrunde übernommen.
|     | DDR-Meister                              |
|     | Relegation gegen Meister der Gruppenliga |
| (M) | Titelverteidiger                         |

## Relegation (Oberliga – Gruppenliga)
| SC Einheit Dresden | – | SG Boxberg                | 7:20–07:3 |
| (Oberliga-Letzter) |   | (Meister der Gruppenliga) |           |

Der SC Einheit Dresden verblieb damit in der Oberliga.

## Gruppenliga

### Gruppenliga-Meisterschaft
Die Staffelsieger SG Dynamo Malchin, ASG Vorwärts Crimmitschau und BSG Motor Weimar verzichteten auf eine Teilnahme an den Meisterschaftsspielen.
| BSG Chemie Leuna   | – | SG Boxberg         | 3:9 |
| (Sieger Staffel 2) |   | (Sieger Staffel 4) |     |

Leuna verzichtete auf das Rückspiel

Die SG Boxberg vertrat damit die Gruppenliga in der Relegation gegen den Letztplatzierten der Oberliga.

### Vorrunde – Staffel 1
| Pl. | Verein                     | Sp. | S | U | N | Tore  | Punkte |
| --- | -------------------------- | --- | - | - | - | ----- | ------ |
| 1.  | SG Dynamo Malchin          | 3   | 3 | – | – | 43:01 | 06:0   |
| 2.  | BSG Traktor Dargun (N)     | 3   | 1 | 1 | 1 | 05:13 | 03:03  |
| 3.  | BSG Einheit Teterow (N)    | 3   | 1 | – | 2 | 04:19 | 02:04  |
| 4.  | BSG Traktor Schönebeck (N) | 3   | – | 1 | 2 | 03:22 | 01:05  |

### Vorrunde – Staffel 2
| Pl. | Verein                       | Sp. | S  | U | N | Tore  | Punkte |
| --- | ---------------------------- | --- | -- | - | - | ----- | ------ |
| 1.  | BSG Chemie Leuna             | 10  | 10 | – | – | 87:16 | 20:0   |
| 2.  | HSG Wissenschaft KMU Leipzig | 10  | 6  | 1 | 3 | 57:37 | 13:07  |
| 3.  | BSG Einheit Ballenstedt      | 10  | 6  | – | 4 | 26:25 | 12:08  |
| 4.  | SG Dynamo Schierke           | 10  | 4  | – | 6 | 30:33 | 08:12  |
| 5.  | HSG TH Chemie Merseburg1     | 10  | 1  | 2 | 7 | 21:69 | 04:16  |
| 6.  | WSG Rudolf Harbig Dessau     | 10  | 1  | 1 | 8 | 11:52 | 03:17  |

### Vorrunde – Staffel 3
| Pl. | Verein                    | Sp. | S | U | N | Tore  | Punkte |
| --- | ------------------------- | --- | - | - | - | ----- | ------ |
| 1.  | ASG Vorwärts Crimmitschau | 6   | 6 | – | – | 70:06 | 12:0   |
| 2.  | BSG Aufbau Schönheide     | 6   | 3 | – | 3 | 34:24 | 06:06  |
| 3.  | SG Dynamo Klingenthal     | 6   | 3 | – | 3 | 22:33 | 06:06  |
| 4.  | BSG Traktor Eibenstock    | 6   | – | – | 6 | 06:69 | 00:12  |

### Vorrunde – Staffel 4
Gruppe A

Die als weiterer Teilnehmer vorgesehene BSG Aktivist Knappenrode-Lohsa hatte vor Saisonbeginn zurückgezogen.
| Pl. | Verein                     | Sp. | S | U | N | Tore   | Punkte |
| --- | -------------------------- | --- | - | - | - | ------ | ------ |
| 1.  | SG Boxberg                 | 7   | 7 | – | – | 132:12 | 14:0   |
| 2.  | BSG Traktor Groß Düben     | 6   | 3 | – | 3 | 030:46 | 06:06  |
| 3.  | BSG Motor Bad Muskau       | 7   | 3 | – | 4 | 052:39 | 06:08  |
| 4.  | BSG Stahl Eisenhüttenstadt | 4   | 1 | – | 3 | 07:36  | 02:06  |
| 5.  | BSG Stahl Rietschen (N)    | 4   | – | – | 4 | 04:92  | 00:08  |

Es wurden keine weiteren Spiele ausgetragen.
Gruppe B

Die als weitere Teilnehmer vorgesehenen SG Drespo Dresden, BSG Einheit Geising und BSG Einheit Görlitz hatten vor Saisonbeginn zurückgezogen.
| Pl. | Verein                   | Sp. | S | U | N | Tore  | Punkte |
| --- | ------------------------ | --- | - | - | - | ----- | ------ |
| 1.  | SG Dynamo Zittau2        | 13  | 1 | – | – | 07:03 | 02:0   |
| 2.  | SG Dynamo Zittau II4 (N) | 2   | 1 | – | 1 | 11:10 | 02:02  |
| 3.  | BSG Einheit Niesky (N)   | 13  | – | – | 1 | 03:08 | 00:02  |

3Das in der Tabelle fehlende Spiel zwischen SG Dynamo Zittau und BSG Einheit Niesky (17:1) wurde wegen schlechter äußerer Bedingungen als Freundschaftsspiel gewertet.
Im Finale um den Staffelsieg gewann SG Boxberg gegen SG Dynamo Zittau 5:1 und 6:3. Dabei wurde das Rückspiel vorzeitig abgebrochen, weil sich der Zittauer Torwart verletzt hatte.

### Vorrunde – Staffel 5
| Pl. | Verein                   | Sp. | S | U | N | Tore  | Punkte |
| --- | ------------------------ | --- | - | - | - | ----- | ------ |
| 1.  | BSG Motor Weimar         | 3   | 2 | – | 1 | 24:06 | 04:02  |
| 2.  | ASG Vorwärts Oberhof     | 1   | 1 | – | – | 05:02 | 02:0   |
| 3.  | BSG Einheit Oberhof (N)  | 1   | 1 | – | – | 04:03 | 02:0   |
| 4.  | BSG Stahl Brotterode     | 1   | – | – | 1 | 02:05 | 00:02  |
| 5.  | BSG Lokomotive Meiningen | 1   | – | – | 1 | 01:10 | 00:02  |
| 6.  | BSG Empor Ilmenau        | 1   | – | – | 1 | 01:11 | 00:02  |

Es wurden keine weiteren Spiele ausgetragen.
|     | Für die Gruppenliga-Meisterschaft qualifiziert |
|     | Relegation gegen Bezirksmeister                |
| (N) | Neuling                                        |

## Relegation (Gruppenliga – Bezirksliga)
Es ist nicht bekannt, ob weitere Relegationsspiele der Staffel-Letzten gegen die jeweiligen Bezirksmeister stattgefunden hatten.
| BSG Traktor Eibenstock          | – | BSG Traktor Oberwiesenthal       | ?? |
| (Gruppenliga-Letzter Staffel 3) |   | (Bezirksmeister Karl-Marx-Stadt) |    |

Die BSG Traktor Oberwiesenthal startete damit kommende Saison in der Gruppenliga. Weitere Bezirksligisten, die für die Gruppenliga meldeten, waren:
- BSG Aktivist Knappenrode-Lohsa (Bez. Cottbus)
- SG Drespo Dresden (Bez. Dresden)
- BSG Einheit Geising (Bez. Dresden)

## Namensänderungen
1Die HSG TH Chemie Merseburg startete in der Vorsaison unter dem Namen BSG Chemie Leuna II.

2Die SG Dynamo Zittau startete in der Vorsaison unter dem Namen ESG Zittau.

4Die SG Dynamo Zittau II startete in der Vorsaison unter dem Namen SG Dynamo Zittau.